# Boyd (Wisconsin)
Pour les articles homonymes, voir Boyd.
Boyd est un village du comté de Chippewa, dans l'État du Wisconsin, aux États-Unis. En 2020, il comptait une population de 605 habitants.